# Lobophora nocticolata
Lobophora nocticolata là một loài bướm đêm trong họ Geometridae.